# Hadrijan
‎
Publij Elij Hadrijan (latinsko Publius Aelius Hadrianus), rimski cesar, * 24. januar 76, Italika, Španija, † 10. julij 138, Rim.
Najverjetneje je bil sirota, vzgajal in pozneje posvojil ga je sorodnik Trajan. Rimski cesar v obdobju (117-138) velja za cesarja miru, poznan je po veselju do potovanj. Po pričevanjih je želel vse, o čemer je prebral, videti tudi na lastne oči. Da bi zavaroval mejo je utrdil Donavski limes. V času njegove vladavine se je obseg cesarstva skrčil. Mejo na vzhodu v Mezopotamiji so zopet pomaknili z reke Tigris na reko Evfrat.

## Zgodnje življenje
Publij Elij Hadrijan se je rodil 24. januarja 76 v Italiki (sodobni Santiponce blizu Sevilje), rimskem mestu, ki so ga ustanovili italski naseljenci v provinci Hispania Betika med drugo punsko vojno na pobudo Scipiona Afričana; Hadrijanova veja gensa Aelia je prišla iz Hadrije (sodobni Atri, Italija), starodavnega mesta v regiji Picenum v Italiji, od koder izvira ime Hadrianus. Neki rimski biograf namesto tega trdi, da se je Hadrijan rodil v Rimu, vendar to stališče zagovarja manjšina učenjakov.
Hadrijanov oče je bil Publij Aelij Hadrijan Afer, senator pretorske postave, rojen in odraščal v Italiki. Hadrijanova mati je bila Domicija Pavlina, hči ugledne rimske senatorske družine s sedežem v Gadesu (Cádiz). Njegova edina sorojenka je bila starejša sestra Aelia Domitija Pavlina. Njegova dojilja je bila sužnja Germana, verjetno germanskega porekla, ki ji je bil predan vse življenje. Kasneje jo je osvobodil in ga je na koncu preživela, kot kaže njen nagrobni napis, ki je bil najden v Hadrijanovi vili v Tivoliju, Laciju. Hadrijanovo pranečak, Gnaeus Pedanius Fuscus Salinator (konzul 118), iz Barcine (Barcelona) je leta 118 postal Hadrijanov kolega kot sokonzul. Kot senator je Hadrijanov oče preživel veliko časa v Rimu. Kar zadeva Hadrijanovo poznejšo kariero, je bila najpomembnejša družinska vez s Trajanom, očetovim bratrancem, ki je bil prav tako senatorskega rodu in doma iz Italike. Čeprav sta po besedah Avrelija Viktorja veljala za »advenae« (»tujci«, ljudje »od zunaj«), sta bila tako Trajan kot Hadrijan italskega rodu in sta pripadala višjemu sloju rimske družbe. En avtor je predlagal, da bi jih obravnavali kot del "Ulpio-Aelian dinastije".
Hadrijanovi starši so umrli leta 86, ko je bil star deset let. On in njegova sestra sta postala varovanca Trajana in Publija Acilija Atijana (ki je kasneje postal Trajanov pretorijanski prefekt). Hadrijan je bil telesno aktiven in je užival v lovu; ko je bil star 14 let, ga je Trajan poklical v Rim in uredil njegovo nadaljnje izobraževanje iz predmetov, primernih za mladega rimskega patricija. Hadrijanovo navdušenje nad starogrško književnost in kulturo mu je prineslo vzdevek Graeculus ('Grkec'), kar je bilo mišljeno kot oblika »blagega posmeha«.

## Javna služba
Hadrijanova prva uradna služba v Rimu je bila kot član decemviri stlitibus judicandis, ene od mnogih vigintivirate funkcij na najnižji ravni cursus honorum ('potek častnih nazivov'), ki so lahko vodile do višjega položaja in senatorske kariere. Nato je služil kot vojaški tribun, najprej pri II. legija Adiutrix leta 95, nato pa pri V. legiji Macedonica. Med Hadrijanovim drugim mandatom kot tribun je krhki in ostareli vladajoči cesar Nerva posvojil Trajana za svojega dediča; Hadrijan je bil poslan, da Trajanu sporoči novico – ali pa je bil najverjetneje eden od mnogih odposlancev, zadolženih za isto nalogo. Nato je bil Hadrijan premeščen v XXII. legijo Primigenijo in tretji tribunat. Hadrijanovi trije tribunati so mu dali nekaj karierne prednosti. Večina potomcev starejših senatorskih družin je lahko služila v enem ali največ dveh vojaških tribunatih kot predpogoj za višji položaj. Ko je Nerva leta 98 umrl, naj bi Hadrijan pohitel k Trajanu, da bi ga obvestil pred uradnim odposlancem, ki ga je poslal guverner, Hadrijanov svak in tekmec Lucij Julij Ursus Servian.
Leta 101 se je Hadrijan vrnil v Rim; bil je izvoljen za kvestorja, nato za quaestor imperatoris Traiani, častnika za zvezo med cesarjem in senatom, kateremu je bral cesarjeva sporočila za javnost in govore – ki jih je morda sestavil v cesarjevem imenu. V svoji vlogi cesarskega pisca v senci je Hadrijan prevzel mesto nedavno umrlega Licinija Sure, Trajanovega vsemogočnega prijatelja in zaupnika. Njegov naslednji položaj je bil kot ab actis senatus, ki je vodil senatske zapise. Med prvo dačansko vojno je Hadrijan nastopil na bojišču kot član Trajanovega osebnega spremstva, vendar je bil leta 105 oproščen vojaškega položaja, da bi prevzel funkcijo v Rimu kot plebejski tribun. Po vojni je bil verjetno izvoljen za pretorja. Med drugo dačansko vojno je bil Hadrijan spet v Trajanovi osebni službi. Odslovljen je bil kot legat legije I. legije Minervije, da je lahko leta 107 postal guverner province Spodnje Panonije z nalogo »zadrževanja Sarmatov«. Med letoma 107 in 108 je Hadrijan premagal invazijo Jazigov na rimsko nadzorovana Banat in Oltenijo. Natančni pogoji mirovne pogodbe niso znani. Domneva se, da so Rimljani obdržali Oltenijo v zameno za neko obliko koncesije, verjetno je vključevalo enkratno plačilo davka.  Jazigi so v tem času zavzeli tudi Banat, kar je morda bilo del pogodbe. 
Sredi svojih tridesetih let je Hadrijan potoval v Grčijo; podelili so mu atensko državljanstvo in za kratek čas (leta 112) je bil imenovan za eponimnega arhonta Aten. Atenci so mu podelili kip z napisom v Dionizovem gledališču (IG II2 3286), ki podrobno opisuje njegov dosedanji cursus honorum. Potem se o njem ni več slišalo vse do Trajanovega partskega pohoda. Možno je, da je ostal v Grčiji, dokler ni bil poklican v cesarsko spremstvo, ko se je kot legat pridružil Trajanovi odpravi proti Partom. Ko je bil guverner province Sirije poslan, da bi se spopadel z obnovljenimi težavami v provinci Dakiji, je bil Hadrijan imenovan za njegovega naslednika z neodvisnim poveljstvom. Trajan je hudo zbolel in se z ladjo odpravil v Rim, medtem ko je Hadrijan ostal v Siriji, de facto generalni poveljnik vzhodne rimske vojske. Trajan je prišel do obalnega mesta Selinus v Kilikiji in tam 8. avgusta 117 umrl; veljal je za enega najbolj občudovanih, priljubljenih in najboljših rimskih cesarjev.

### Odnos s Trajanom in njegovo družino
Približno v času svojega kvestorstva, leta 100 ali 101, se je Hadrijan poročil s Trajanovo sedemnajst- ali osemnajstletno pranečakinjo Vibio Sabino. Zdi se, da Trajan sam ni bil preveč navdušen nad poroko in to z dobrim razlogom, saj se je odnos sprva izkazal za škandalozno slabega. Poroko je morda uredila Trajanova cesarica Plotina. Ta visoko kultivirana, vplivna ženska je delila veliko Hadrijanovih vrednot in zanimanj, vključno z idejo o Rimskem cesarstvu kot skupni državi s temeljno helensko kulturo. Če bi bil Hadrijan imenovan za Trajanovega naslednika, bi lahko Plotina in njena razširjena družina po Trajanovi smrti ohranili svoj družbeni in politični vpliv. Hadrijan se je lahko zanašal tudi na podporo svoje tašče, Salonije Matidie, ki je bila hči Trajanove ljubljene sestre Ulpije Marciane. Ko je leta 112 umrla Ulpia Marciana, jo je Trajan povzdignil med bogove in Salonijo Matidijo označil za Avgusto.
Hadrijanov osebni odnos s Trajanom je bil zapleten in morda težaven. Zdi se, da je Hadrijan želel vplivati na Trajana oziroma Trajanove odločitve s spodbujanjem favoritov; to je privedlo do nepojasnjenega prepira, približno v času Hadrijanove poroke s Sabino. Pozno v Trajanovi vladavini Hadrijan ni dosegel višjega konzulskega položaja, saj je bil sufektni (ali nadomestni) konzul le leta 108; to mu je dalo enakovreden status z drugimi člani senatorskega plemstva, vendar ni imel posebnega odlikovanja, ki bi ustrezalo imenovanemu dediču. Če bi si Trajan to želel, bi lahko svojega varovanca povišal v patricijski rank in s tem povezane privilegije, ki so vključevale možnosti za hiter dostop do konzulata brez predhodnih izkušenj kot tribun; odločil se je, da tega ne bo storil. Čeprav se zdi, da je Hadrijan dobil položaj plebejskega tribuna leto ali več mlajši, kot je bilo običajno, je moral zapustiti Dakijo in Trajana, da bi prevzel to imenovanje; Trajan ga je morda preprosto hotel odstraniti. Historia Augusta opisuje Trajanovo darilo Hadrijanu, diamantni prstan, ki ga je Trajan sam prejel od Nerve, kar je "spodbujalo [Hadrijanovo] upanje na nasledstvo prestola". Čeprav je Trajan aktivno spodbujal Hadrijanovo napredovanje, je to počel previdno.

### Nasledstvo
Če dediča ne bi nominirali, bi lahko prišlo do kaotičnega, uničujočega prevzema oblasti s strani več tekmujočih kandidatov – državljanske vojne. Prezgodnja nominacija bi se lahko razumela kot abdikacija in zmanjšala možnost urejenega prenosa oblasti. Ko je Trajan umiral, ga je negovala njegova žena Plotina in ga je pozorno opazoval prefekt Atian, bi lahko zakonito posvojil Hadrijana za dediča s preprosto željo na smrtni postelji, izraženo pred pričami; ko pa je bil posvojitveni dokument končno predložen, ga ni podpisal Trajan, temveč Plotina. To, da je bil Hadrijan še vedno v Siriji, je bila nadaljnja nepravilnost, saj je rimsko posvojitveno pravo zahtevalo prisotnost obeh strank na posvojitveni slovesnosti. Hadrijanovo posvojitev in nasledstvo so spremljale govorice, dvomi in ugibanja. Domneva se, da je bil Trajanov mladi služabnik Fedim, ki je umrl kmalu za Trajanom, ubit (ali pa se je ubil sam), namesto da bi se soočil z nerodnimi vprašanji. Starodavni viri so glede legitimnosti Hadrijanove posvojitve razdeljeni: Kasij Dion jo je imel za lažno, pisec Historia Augusta pa za pristno. Aureus, skovan zgodaj v Hadrijanovi vladavini, predstavlja uradni položaj; Hadrijana predstavlja kot Trajanovega "Cezarja" (Trajanovega dediča).

## Cesar (117)

### Zagotavljanje oblasti
Po zapisu v Historia Augusta je Hadrijan o svojem prihodu na prestol obvestil senat v pismu kot o fait accompli (izvršenem dejstvu) in pojasnil, da je bila »neprimerna naglica vojakov pri razglasitvi za cesarja posledica prepričanja, da država ne more obstajati brez cesarja«. Novi cesar je zvestobo legij nagradil z običajnim bonusom, senat pa je razglasitev potrdil. V Hadrijanovem imenu so bile organizirane različne javne slovesnosti, s katerimi so praznovali njegovo »božansko izvolitev« s strani vseh bogov, katerih skupnost je zdaj vključevala tudi Trajana, ki je bil na Hadrijanovo zahtevo pobožanstven (divinizaciran).
Hadrijan je nekaj časa ostal na vzhodu in zatrl judovski upor, ki je izbruhnil pod Trajanom. Judejskega guvernerja, izjemnega mavrskega generala Lusiusa Quieta (Luzij Kvijet), je razrešil njegove osebne garde mavrskih pomožnih enot;
nato je začel dušiti nemire vzdolž donavske meje. V Rimu je Hadrijanov nekdanji skrbnik in sedanji pretorijanski prefekt Atian, trdil, da je odkril zaroto, v katero so bili vpleteni Luzij Kvijet in trije drugi vodilni senatorji, Lucij Publilij Celz, Avl Kornelij Palma Frontonijan in Gaj Avidij Nigrin. Za vse štiri ni bilo javnega sojenja – sodili so jim »v odsotnosti«, jih izsledili in ubili. Hadrijan je trdil, da je Atian ravnal na lastno pobudo in ga nagradil s senatorskim statusom in konzularnim činom; nato pa ga je najkasneje leta 120 upokojil. Hadrijan je senatu zagotovil, da bo odslej spoštovana njihova starodavna pravica do pregona in sojenja svojih.
Razlogi za te štiri usmrtitve ostajajo nejasni. Uradno priznanje Hadrijana kot legitimnega dediča je morda prišlo prepozno, da bi odvrnilo druge potencialne upravičence. Hadrijanovi največji tekmeci so bili Trajanovi najbližji prijatelji, najbolj izkušeni in najvišji člani cesarskega sveta; kateri koli od njih bi lahko bil legitimni tekmec za cesarski položaj (capaces imperii); in kateri koli od njih bi lahko podpiral Trajanovo ekspanzionistično politiko, ki jo je Hadrijan nameraval spremeniti. Eden izmed njih je bil Aulus Cornelius Palma, ki bi kot nekdanji osvajalec Arabije Nabateje obdržal delež na vzhodu. Historia Augusta opisuje Palmo in tretjega usmrčenega senatorja, Lucija Publilija Celzija (konzula drugič leta 113), kot Hadrijanova osebna sovražnika, ki sta javno govorila proti njemu. Četrti je bil Gaius Avidius Nigrinus, nekdanji konzul, intelektualec, prijatelj Plinija Mlajšega in (na kratko) guverner Dakije na začetku Hadrijanove vladavine. Verjetno je bil Hadrijanov glavni tekmec za prestol; senator najvišjega ranga, rodu in zvezami; po podatkih Historia Augusta je Hadrijan razmišljal o tem, da bi Nigrina postavil za svojega naslednika, preden se ga je odločil znebiti.
Kmalu zatem, leta 125, je Hadrijan imenoval Kvinta Marcija Turba za svojega pretorijanskega prefekta. Turbo je bil njegov tesen prijatelj, vodilna osebnost konjeniškega reda, višji sodnik in prokurator. Ker je Hadrijan vitezom prepovedal tudi sojenje v primerih proti senatorjem, je senat je ohranil polno pravno oblast nad svojimi člani; ostal je tudi najvišje pritožbeno sodišče, formalne pritožbe na cesarja glede njegovih odločitev pa so bile prepovedane. Če je bil to poskus popraviti škodo, ki jo je povzročil Atijanu z ali brez Hadrijanove polne vednosti, to ni bilo dovolj; Hadrijanov ugled in odnos s senatom sta bila nepopravljivo okrnjena do konca njegove vladavine. Nekateri viri opisujejo Hadrijanovo občasno zatekanje k mreži informatorjev, [frumentarii,, da bi diskretno preiskal osebe visokega družbenega položaja, vključno s senatorji in njegovimi tesnimi prijatelji.

## Potovanja
Hadrijan je več kot polovico svojega vladanja preživel zunaj Italije. Medtem, ko so se prejšnji cesarji večinoma zanašali na poročila svojih cesarskih predstavnikov po cesarstvu, si je Hadrijan želel stvari ogledati na lastne oči. Prejšnji cesarji so pogosto za daljša obdobja zapuščali Rim, večinoma pa so šli v vojno in se vrnili, ko je bil konflikt rešen. Hadrijanova skoraj nenehna potovanja lahko predstavljajo premišljen prelom s tradicijami in stališči, v katerih je bilo cesarstvo zgolj rimska hegemonija. Hadrijan si je prizadeval vključiti provincialce v skupnost civiliziranih ljudstev in skupno helensko kulturo pod rimskim nadzorom. Podpiral je ustanovitev provincialnih mest (municipijev), pol-avtonomnih mestnih skupnosti z lastnimi običaji in zakoni, namesto vsiljevanja novih rimskih rimskih kolonij z rimskimi zakoni.
Kozmopolitski, ekumenski namen je očiten pri izdajah kovancev Hadrijanove poznejše vladavine, ki prikazujejo cesarja, ki »vzdiguje« personifikacije različnih provinc. Aelius Aristides je kasneje zapisal, da je Hadrijan »iztegnil zaščitniško roko nad svojimi podložniki in jih dvignil, kot se pomaga padlim možem na noge«. Vse to ni bilo v prid rimskim tradicionalistom. Samovšečni cesar Neron je užival v dolgem in mirnem potovanju po Grčiji in ga je rimska elita kritizirala, ker je opustil svoje temeljne odgovornosti kot cesar. V vzhodnih provincah in do neke mere na zahodu je Neron užival podporo ljudstva; trditve o njegovi skorajšnji vrnitvi ali ponovnem rojstvu so se pojavile skoraj takoj po njegovi smrti. Hadrijan je morda zavestno izkoristil te pozitivne, ljudske povezave med svojimi potovanji. V delu Historia Augusta je Hadrijan opisan kot »malo preveč Grk«, preveč kozmopolitski za rimskega cesarja.

### Britanija in Zahod (122)
Pred Hadrijanovim prihodom v Britanijo je provinca med letoma 118 in 119 doživela velik upor. Napisi govorijo o expeditio Britannica, ki je vključevala večje premike čet, vključno z odpošiljanjem odreda (veksilacije), ki je štel približno 3.000 vojakov. Fronto piše o vojaških izgubah v Britaniji v tistem času. Legende o kovancih iz let 119–120 potrjujejo, da je bil Quintus Pompej Falco poslan, da bi vzpostavil red. Leta 122 je Hadrijan začel gradnjo zidu, »da bi ločil Rimljane od barbarov«. Zamisel, da je bil zid zgrajen za spopadanje z dejansko grožnjo ali njenim ponovnim pojavom je verjetna, a kljub temu samo domneva. Splošna želja po prenehanju širjenja cesarstva je bila morda odločilni motiv. Znižanje obrambnih stroškov je morda prav tako igralo vlogo, saj je zid odvračal napade na rimsko ozemlje z nižjimi stroški kot množična obmejna vojska, in nadzoroval čezmejno trgovino in priseljevanje. V Yorku je bilo postavljeno svetišče Britaniji kot božanska poosebitev Britanije; Kovani so bili kovanci z njeno podobo, identificirano kot Britanija. Do konca leta 122 je Hadrijan zaključil svoj obisk Britanije. Nikoli ni videl dokončanega zidu, ki nosi njegovo ime.
Zdi se, da je Hadrijan nadaljeval pot skozi južno Galijo. V Nemaususu je morda nadzoroval gradnjo bazilike, posvečene njegovi zavetnici Plotini, ki je pred kratkim umrla v Rimu in je bila na Hadrijanovo zahtevo pobožena. Približno v tem času je Hadrijan odpustil svojega tajnika ab epistulis, po besedah biografa Svetonija zaradi "pretirane domačnosti" do cesarice. Marcius Turbojev kolega kot pretorijanski prefekt Gaius Septicius Clarus je bil odpuščen iz istega domnevnega razloga, morda kot pretveza za njegovo odstranitev s položaja. Hadrijan je zimo 122/123 preživel v Tarracu v Španiji, kjer je obnovil Avgustov tempelj.

### Afrika, Partija (123)
Leta 123 je Hadrijan prečkal Sredozemlje v Mavretanijo, kjer je osebno vodil manjšo kampanjo proti lokalnim upornikom. Obisk so prekinila poročila o vojnih pripravah Partije; Hadrijan se je hitro odpravil proti vzhodu. Na neki točki je obiskal mesto Kireno v Libiji, kjer je osebno financiral usposabljanje mladih moških iz dobro vzgojenih družin za rimsko vojsko. Kirena je imela koristi od Hadrijanove obnove javnih zgradb, uničenih med prejšnjim Trajanovim judovskim uporom. Birley opisuje tovrstne naložbe kot "značilne za Hadrijana".

### Anatolija; Antinoj (123–124)
Ko je Hadrijan prispel na Evfrat, se je osebno pogajal o poravnavi s partskim kraljem Kosrojem I., pregledal rimsko obrambo in se nato odpravil proti zahodu, vzdolž obale Črnega morja. Verjetno je prezimil v Nikomediji, glavnem mestu Bitinije. Nikomedijo je le malo pred njegovim bivanjem prizadel potres; Hadrijan je zagotovil sredstva za njeno obnovo in bil priznan kot obnovitelj province.
Možno je, da je Hadrijan obiskal Klavdiopolis (Bitinija) in videl lepega Antinoja, mladeniča skromnega rodu, ki je postal Hadrijanov ljubimec. Literarni in epigrafski viri ne povedo ničesar o tem kdaj ali kje sta se srečala; Upodobitve Antinoja ga prikazujejo starega približno 20 let, malo pred smrtjo leta 130. Leta 123 je bil najverjetneje mladenič, star 13 ali 14 let. Možno je tudi, da je bil Antinoj poslan v Rim, da bi se izučil za paža za cesarja in se je le postopoma povzpel do statusa cesarjevega favorita. Dejanske zgodovinske podrobnosti njunega odnosa so večinoma neznane.
Z Antinojem ali brez njega je Hadrijan potoval po Anatoliji. Različna izročila nakazujejo na njegovo prisotnost na določenih lokacijah in trdijo, da je po uspešnem lovu na merjasca ustanovil mesto v Miziji, Hadrianutherae. Približno v tem času so bili uresničeni načrti za dokončanje Zevsovega templja v Kiziku, ki so jih začeli graditi kralji Pergamona. Tempelj je dobil kolosalen Hadrijanov kip. Kizik, Pergamon, Smirna, Efez in Sarde so bili promovirani kot regionalna središča za imperialni kult (neokor).

### Grčija (124–125)
Hadrijan je v Grčijo prispel jeseni leta 124 in sodeloval v Elevzinskih misterijih. Bil je še posebej predan Atenam, ki so mu predhodno podelile državljanstvo in arhonat; Na zahtevo Atencev je revidiral njihovo ustavo – med drugim je dodal novo file (pleme), ki je bilo poimenovano po njem. Hadrijan je aktivno, praktično posredovanje združil s previdno zadržanostjo. Zavrnil je posredovanje v lokalnem sporu med proizvajalci olivnega olja in atensko eklezijo (skupščino) in bul (svetom), ki sta proizvajalcem olja naložila proizvodne kvote; vendar je odobril cesarsko subvencijo za atensko oskrbo z žitom. Hadrijan je ustanovil dve fundaciji za financiranje atenskih javnih iger, festivalov in tekmovanj, če se noben državljan ne bi izkazal za dovolj premožnega ali pripravljenega, da bi jih sponzoriral kot Gimnaziarh ali Agonotet. Hadrijan je na splošno raje videl, da so se grški pomembni ljudje, vključno z duhovniki cesarskega kulta, osredotočili na bolj bistvene in trajne določbe, zlasti na munera (javna dela), kot so akvadukti in javne fontane nymphaea (svetišča)). Atene so dobile dve nymfeji; ena je pripeljala vodo z gore Parnes do Atenske Agore prek kompleksnega, zahtevnega in ambicioznega sistema akvaduktnih predorov in rezervoarjev, ki naj bi bil grajena več let. Več jih je bilo danih mestu Argos, da bi odpravili tako hudo in dolgotrajno pomanjkanje vode, da je bil "žejni Argos" omenjen že v Homerjevem epu.
Tisto zimo je Hadrijan obiskal Peloponez. Njegova natančna pot ni znana, vendar je vodila skozi Epidaver; Pavzanias opisuje templje, ki jih je tam zgradil Hadrijan in njegov kip – v junaški goloti – ki so ga postavili njegovi meščani v zahvalo njunemu "restavratorju". Antinoj in Hadrijan sta bila morda že takrat ljubimca; Hadrijan je izkazal posebno radodarnost do Mantineje, ki je imela z Antinojevim domom v Bitiniji starodavne, mitološke in politično koristne povezave. Obnovil je Mantinejin tempelj Pozejdona Hipija, in po Pavzaniasu mestu obnovil prvotno, klasično ime. Od helenističnih časov se je preimenovalo v Antigoneia po makedonskem kralju Antigonu III. Dosonu. Hadrijan je obnovil tudi starodavna svetišča Abae in Megara ter Heraion v Argosu.
Med svojim potovanjem po Peloponezu je Hadrijan prepričal spartanskega veljaka Evrikla Herkulana – vodjo družine Evriklidov, ki je vladala Sparti od Avgustovih dni – da se pridruži senatu skupaj z atenskim veljakom Herodom Atikom Starejšim. Aristokrata sta bila prva iz "stare Grčije", ki sta vstopila v rimski senat, kot predstavnika Šparte in Aten, tradicionalnih tekmecev in "velikih sil" klasične dobe. To je bil pomemben korak pri premagovanju zadržanosti grških veljakov do sodelovanja v rimskem političnem življenju. Marca 125 je Hadrijan predsedoval atenskemu festivalu Dionizija, oblečen v atenska oblačila. Zevsov tempelj v Atenah je bil v gradnji več kot pet stoletij; Hadrijan je namenil ogromna sredstva, ki jih je imel na voljo, da bi zagotovil dokončanje dela.

### Vrnitev v Italijo in potovanje v Afriko (126–128)
Po vrnitvi v Italijo se je Hadrijan odpravil na Sicilijo. Kovanci ga slavijo kot obnovitvetelja otoka. Po vrnitvi v Rim si je ogledal obnovljeni Panteon in svojo dokončano vilo v bližnjem Tiburju, med Sabinskimi griči. V začetku marca 127 se je Hadrijan odpravil na potovanje po Italiji; njegova pot je bila rekonstruirana na podlagi dokazov o njegovih darilih in donacijah. Obnovil je svetišče boginje Kupre v Cupra Maritim] in izboljšal odvodnjavanje Fucinskega jezera. Manj dobrodošla od takšne radodarnosti je bila njegova odločitev leta 127, da Italijo razdeli na štiri regije pod vodstvom cesarskih legatov s konzularnim rangom, ki so delovali kot guvernerji. Dobili so jurisdikcijo nad vso Italijo, razen nad samim Rimom, s čimer so italijanski primeri prešli z rimskih sodišč. To, da je bila Italija dejansko zreducirana na status skupine zgolj provinc, rimskemu senatu ni bilo všeč, in inovacija ni dolgo preživela Hadrijanove vladavine.
Hadrijan je približno v tem času zbolel; ne glede na naravo njegove bolezni ga to ni ustavilo, da se spomladi leta 128 ni odpravil na obisk Afrike. Njegov prihod je sovpadal z dobrim znamenjem dežja, ki je končalo sušo. Poleg svoje običajne vloge dobrotnika in obnovitvenika si je vzel čas tudi za pregled vojakov; njegov govor jim je ohranjen. Hadrijan se je poleti leta 128 vrnil v Italijo, vendar je bilo njegovo bivanje kratko, saj se je odpravil na novo turnejo, ki je trajala tri leta.

### Grčija, Azija in Egipt (128–130); Antinojeva smrt
Septembra 128 se je Hadrijan ponovno udeležil Elevzinskih misterijev. Tokrat se je njegov obisk Grčije očitno osredotočil na Atene in Šparto – dva starodavna tekmeca za prevlado nad Grčijo. Hadrijan se je poigraval z idejo, da bi svoj grški preporod osredotočil na Amfiktionsko ligo s sedežem v Delfih, vendar se je do takrat odločil za nekaj veliko veličastnejšega. Njegov novi Panhelenion naj bi bil svę̑t, ki bi združil grška mesta. Ko je začel s pripravami – odločitev o tem, čigava trditev, da je grško mesto, je bila resnična, bi trajala nekaj časa – se je Hadrijan odpravil v Efez. Iz Grčije se je Hadrijan preko Azije odpravil v Egipt, verjetno pa ga je čez Egejsko morje s spremstvom pripeljal efeški trgovec Lucij Erast. Hadrijan je kasneje poslal pismo efeškemu koncilu, v katerem je podprl Erasta kot vrednega kandidata za mestnega svetnika in ponudil plačilo zahtevane pristojbine.
Hadrijan je v Egipt prispel pred egipčanskim novim letom 29. avgusta 130. Svoje bivanje v Egiptu je začel z obnovo grobnice Pompeja Velikega v Peluzijumu, žrtvoval mu je kot junaku in sestavil epigraf za grobnico. Ker je bil Pompej splošno priznan kot odgovoren za vzpostavitev rimske moči na vzhodu, je bila ta obnova verjetno povezana s potrebo po ponovni potrditvi rimske vzhodne hegemonije po družbenih nemirih med Trajanovo pozno vladavino. Hadrijan in Antinoj sta v libijski puščavi priredila lov na leve; pesem na to temo, ki jo je napisal grški Pankrat, je najzgodnejši dokaz, da sta potovala skupaj.
Medtem ko sta Hadrijan in njegovo spremstvo plula po Nilu, se je Antinoj utopil. Natančne okoliščine njegove smrti niso znane, domneva se, da gre za nesrečo, samomor, umor ali versko žrtvovanje. Historia Augusta ponuja naslednje poročilo:
Med potovanjem po Nilu je izgubil Antinoja, svojega najljubšega in za tem mladeničem je jokal kot ženska. O tem dogodku obstajajo različne govorice; nekateri namreč trdijo, da se je za Hadrijana žrtvoval smrti, drugi pa – kar nakazujeta tako njegova lepota kot Hadrijanova čutnost. Kakor koli že, Grki so ga na Hadrijanovo prošnjo pobožanili (divinizacirali)in razglasili, da so bila prerokovanja dana po njegovem posredovanju, vendar se običajno trdi, da jih je sestavil Hadrijan sam.
Hadrijan je 30. oktobra 130 v Antinojevo čast ustanovil mesto Antinopolis. Nato je nadaljeval pot po Nilu do Teb, kjer so njegov obisk [Memnonova kolosa|[Memnonovih kolosov]] 20. in 21. novembra obeležili štirje epigrami, ki jih je napisala Julija Balbilla. Po tem se je odpravil proti severu in v začetku decembra dosegel Fajum.

### Grčija in Vzhod (130–132)
Hadrijanovo gibanje po potovanju po Nilu ni gotovo. Ne glede na to ali se je vrnil v Rim ali ne, je v letih 130–131 potoval na Vzhod, da bi organiziral in odprl svoj novi Panhelenion, ki naj bi se osredotočil na Atenski tempelj olimpijskemu Zevsu. Ker so lokalni konflikti privedli do neuspeha prejšnjega načrta za helensko združenje s središčem v Delfih, se je Hadrijan namesto tega odločil za veliko ligo vseh grških mest. Uspešne prošnje za članstvo so vključevale mitologizirane ali izmišljene trditve o grškem poreklu in potrditve zvestobe cesarskemu Rimu, da bi zadovoljile Hadrijanove osebne, idealizirane predstave o helenizmu. Hadrijan se je videl kot zaščitnik grške kulture in "svoboščin" Grčije – v tem primeru mestne samouprave. To je Hadrijanu omogočilo, da se je pojavil kot fiktivni dedič Perikleja, ki naj bi sklical prejšnji panhelenski kongres – tak kongres je omenjen le v Periklejevi biografiji avtorja Plutarha, ki je spoštoval rimski cesarski red.
Epigrafski dokazi kažejo, da možnost prijave na panhelenski kongres ni bila privlačna za bogatejša, helenizirana mesta Male Azije, ki so bila ljubosumna na atensko in evropsko grško prevlado v Hadrijanovem načrtu. Hadrijanovo pojmovanje helenizma je bilo ozko in namerno arhaično; »grškost« je opredelil v smislu klasičnih korenin in ne širše helenistične kulture. Nekatera mesta z dvomljivo grškostjo – kot je Side – pa so bila priznana kot popolnoma helenska. Nemški sociolog Georg Simmel je pripomnil, da je Panhelenion temeljil na "igrah, komemoracijah, ohranjanju ideala, popolnoma nepolitičnem helenizmu".
Hadrijan je mnogim regionalnim središčem podelil častne nazive. Palmira je bila deležna državniškega obiska in dobila je državno ime Hadriana Palmira. Hadrijan je podelil tudi časti različnim palmirskim magnatom, med njimi enemu Soadosu, ki je veliko naredil za zaščito palmirskega trgovanja med rimskim cesarstvom in Partijo.
Hadrijan je zimo 131–32 preživel v Atenah, kjer je posvetil zdaj dokončani Tempelj olimpijskega Zevsa, Nekje leta 132 se je odpravil na vzhod, v Judejo.

### Tretja rimsko-judovska vojna (132–136)

#### Ozadje, vzroki
V rimski Judeji je Hadrijan obiskal Jeruzalem, ki je bil po prvi rimsko-judovski vojni v letih 66–73 še vedno v ruševinah. Morda je načrtoval obnovo Jeruzalema kot rimske kolonije – tako kot je Vespazijan storil z Cezarejo Maritimo – z različnimi častnimi in fiskalnimi privilegiji. Nerimsko prebivalstvo ne bi bilo dolžno sodelovati v rimskih verskih obredih, vendar se je od njega pričakovalo, da bo podpiralo rimski cesarski red; to je potrjeno v Cezareji, kjer so nekateri Judje služili v rimski vojski med uporoma leta 66 in 132. Ugiba se, da je Hadrijan nameraval asimilirati jeruzalemski judovski tempelj s tradicionalnim rimskim civilno-verskim cesarskim kultom; takšne asimilacije so bile že dolgo običajna praksa v Grčiji in drugih provincah in so bile na splošno uspešne. Sosednji Samarijani so svoje verske obrede že združili s helenističnimi. Strogi judovski monoteizem se je izkazal za bolj odpornega na cesarsko prepričevanje in nato na cesarske zahteve.
Izročilo, ki temelji na Historia Augusta, nakazuje, da je upor spodbudila Hadrijanova odprava obrezovanja (brit mila); ki ga je kot filhelenist imel za pohabljanje. Znanstvenik Peter Schäfer trdi, da za to trditev ni dokazov, glede na znano problematično naravo Historia Augusta kot vira, "norčije", ki jih je pokazal avtor v ustreznem odlomku in dejstvo, da se zdi, da sodobna rimska zakonodaja o "pohabljanju spolnih organov" obravnava splošno vprašanje |kastracije sužnjev s strani njihovih gospodarjev. K izbruhu bi lahko prispevali tudi drugi dejavniki: stroga, kulturno neobčutljiva rimska uprava; napetosti med revnimi brez zemlje in prihajajočimi rimskimi kolonisti, ki so imeli privilegije z zemljiškimi podelitvami; in močan podtok mesijanizma, ki je temeljil na Jeremijevi prerokbi, da bo tempelj obnovljen sedemdeset let po uničenju, tako kot je bil Salomonov tempelj (Prvi tempelj) po babilonskem ujetništvu.

#### Upor
Izbruhnila je množična protihelenistična in protirimska judovska vstaja, ki jo je vodil Simon Bar Kohba. Glede na fragmentarno naravo obstoječih dokazov je nemogoče določiti natančen datum začetka vstaje. Verjetno se je začela med poletjem in jesenjo leta 132.
Rimski guverner Quintus Tineius Rufus (konzul 127) je zahteval vojsko, ki bi zatrla odpor; bar Kohba je kaznoval vsakega Juda, ki se ni hotel pridružiti njegovim vrstam. Po mnenju Justina Mučenika in Evzebija je bilo to predvsem povezano s krščanskimi spreobrnjenci, ki so nasprotovali bar Kohbovim mesijanskim trditvam.
Rimljani so bili preobremenjeni z organizirano divjostjo vstaje. Hadrijan je poklical svojega generala Seksta Julija Severja iz Britanije in pripeljal vojake vse od Donave. Rimske izgube so bile velike; cela legija oziroma njen številčni ekvivalent okoli 4.000 ljudi. Hadrijanovo poročilo o vojni rimskemu senatu je izpustilo običajni pozdrav: "Če ste vi in vaši otroci zdravi, je dobro; jaz in legije smo zdravi."
Upor je bil zadušen do leta 135. Po Kasiju Dionu. je Beitar, utrjeno mesto 10 km (6,2 mi) jugozahodno od Jeruzalema, padlo po triletnem obleganju.

#### Posledice; preganjanja
Rimske vojne operacije v Judeji so pustile približno 580.000 mrtvih Judov, 50 utrjenih mest in 985 vasi pa je bilo porušenih.
Neznan delež prebivalstva je bil zasužnjen. Obseg kazenskih ukrepov proti judovskemu prebivalstvu ostaja predmet razprav.
Hadrijan je provinco Judejo preimenoval v Palestinska Sirija. Jeruzalem je preimenoval v Aelia Capitolina po sebi in Jupitru Kapitolinu ter dal mesto obnoviti v grškem slogu. Po Epifanijevih besedah je Hadrijan imenoval Akvilo iz Sinope v Pontu za "nadzornika gradnje mesta", saj je bil z njim v sorodu po zakonu. Hadrijan naj bi glavni mestni Forum postavil na stičišče glavnega karda in dekumana, kjer zdaj stoji (manjši) Muristan. Po zatrtju judovskega upora je Hadrijan Samarijanom zagotovil tempelj, posvečen Zevsu Hipsistu ("Najvišjemu Zevsu") na gori Gerizim. Krvavo zatrthe upora je končalo judovsko politično neodvisnost od rimskega imperialnega reda.

#### Hadrijanovo nadaljnje potovanje
Napisi jasno kažejo, da se je Hadrijan leta 133 s svojimi vojskami odpravil na bojišče proti upornikom. Nato se je vrnil v Rim, verjetno istega leta in skoraj zagotovo – sodeč po napisih – prek Ilirika.

## Zadnja leta
Hadrijan je zadnja leta svojega življenja preživel v Rimu. Leta 134 je sprejel cesarski pozdrav za konec tretje judovske vojne (ki se je dejansko končala šele naslednje leto). Spominske slovesnosti in nagrade za dosežke so bile minimalne, saj je Hadrijan vojno dojemal »kot kruto in nenadno razočaranje nad svojimi težnjami« po kozmopolitskem cesarstvu.
Cesarica Sabina je umrla verjetno leta 136, po nesrečnem zakonu, s katerim se je Hadrijan spopadal kot s politično nujnostjo. V biografiji »Historia Augusta« piše, da je Hadrijan sam izjavil, da bi bila »slaba volja in razdražljivost« njegove žene zadosten razlog za ločitev, če bi bil zasebnik. To je po Sabinini smrti potrdilo splošno prepričanje, da jo je Hadrijan zastrupil. V skladu z uveljavljeno cesarsko spodobnostjo je Sabina – ki je bila okoli leta 128 imenovana za »avgusto« – bila je pobožanjena kmalu po njeni smrti.

### Urejanje nasledstva
Hadrijanova poroka s Sabino je bila brez otrok. Zaradi slabega zdravja se je Hadrijan posvetil vprašanju nasledstva. Leta 136 je posvojil enega od navadnih konzulov tistega leta, Lucija Cejonija Komoda, ki je kot čakajoči cesar prevzel ime Lucij Elij Cezar. Bil je zet Gaja Avidija Nigrina, enega od "štirih konzulov", usmrčenih leta 118. Njegovo zdravje je bilo krhko, njegov sloves pa je bil očitno bolj "čutnega, dobro izobraženega velikega gospoda kot voditelja". Izvedeni so bili različni sodobni poskusi razlage Hadrijanove izbire: Jerome Carcopino domneva, da je bil Aelij Hadrijanov naravni sin. Prav tako se je ugibalo, da je bila njegova posvojitev Hadrijanov zapozneli poskus sprave z eno od najpomembnejših štirih senatorskih družin, katere vodilni člani so bili usmrčeni kmalu po Hadrijanovem nasledstvu. Aelius se je častno razrešil funkcije dvojnega guvernerja Zgornje Panonije in Spodnje Panonije; Leta 137 je bil ponovno konzul, a je 1. januarja 138 umrl.
Hadrijan je nato posvojil Tita Avrelija Fulva Boionija Arija Antonina (bodočega cesarja Antonina Pija), ki je Hadrijanu služil kot eden od petih cesarskih legatov Italije in kot prokonzul province Azije. Zaradi dinastične stabilnosti je Hadrijan zahteval, da Antonin posvoji tako Lucija Cejonija Komoda (sina pokojnega Elija Cezarja) kot Marka Anija Vera (vnuka vplivnega senatorja Marka Anija Vera (dedka bodočega cesarja Marka Avrelija), ki je bil Hadrijanov tesen prijatelj); Anij je bil že zaročen z Elijevo Cezarjevo hčerko Ceionio Fabio. Morda ni bil Hadrijan, temveč Antonin Pij – Anijev stric – tisti, ki je podpiral Anijev Verov napredek; ločitev slednjega od Ceionije Fabije in kasnejša poroka z Antoninovo hčerko Anijo Faustino kaže v isto smer. Ko je Mark Avrelij končno postal cesar, je na lastno pobudo za svojega socesarja pod imenom Lucij Ver sprejel Cejonija Komoda.
Hadrijanova zadnja leta so zaznamovali konflikti in nesreča. Njegova posvojitev Elija Cezarja se je izkazala za nepriljubljeno, predvsem pri Hadrijanovem svaku Luciusu Juliusu Ursusu Serviajnu in Servijanovem vnuku Gneju Pedaniju Fusku Salinatorju. Servijan, čeprav je bil že veliko prestar, je bil na začetku Hadrijanove vladavine v vrsti naslednikov; pravijo, da je imel Fusk načrte za cesarsko oblast zase. Leta 137 je morda poskušal izvesti državni udar, v katerega je bil vpleten njegov ded; Hadrijan je ukazal, da oba usmrtijo. Poroča se, da je Servian pred usmrtitvijo molil, da bo Hadrijan "hrepenel po smrti, a ne bo mogel umreti". Med njegovo zadnjo, dolgotrajno boleznijo je bilo Hadrijanu večkrat preprečeno, da bi storil samomor.

### Smrt
Hadrijan je umrl leta 138, 10. julija, v svoji vili v Baji v starosti 62 let, potem ko je vladal 21 let. Dion Kasij in Historia Augusta beležita podrobnosti o njegovem slabšanju zdravja; Nekateri sodobni viri razlagajo gube na ušesih na kasnejših upodobitvah (kot je Townley Hadrian) kot znake koronarne arterijske bolezni.
Pokopan je bil v Pozzuoli, blizu Baje, na posestvu, ki je nekoč pripadalo Ciceronu. Kmalu zatem so njegove posmrtne ostanke prenesli v Rim in ga pokopali v Vrtovih Domicije, blizu skoraj dokončanega mavzoleja. Po dokončanju Hadrijanovega mavzoleja v Rimu leta 139, ki ga je zgradil njegov naslednik Antonin Pij, so njegovo telo kremirali. Njegov pepel so tja položili skupaj s pepelom njegove žene Vibije Sabine in njegovega prvega posvojenega sina Lucija Elija Cezarja, ki je prav tako umrl leta 138. Senat je le nerad podelil Hadrijanu božanske časti; vendar jih je Antonin prepričal z grožnjo, da bo zavrnil položaj cesarja. Hadrijan je dobil Hadrijanov tempelj na Marsovo polje|Marsovem polju]], okrašen z reliefi, ki predstavljajo province. Senat je Antoninu podelil naziv "Pij" kot priznanje za njegovo sinovsko spoštovanje, ko je zahteval pobožanjenje Hadrijana, njegovega posvojitelja.  Istočasno, morda kot odraz slabe volje senata do Hadrijana, so spominske kovance v čast njegovega pobožanjenja izdali v malem številu.

## Vojaške dejavnosti
Večina Hadrijanovih vojaških dejavnosti je bila skladna z njegovo ideologijo imperija kot skupnosti vzajemnega interesa in podpore. Osredotočil se je na zaščito pred zunanjimi in notranjimi grožnjami; na "dvig" obstoječih provinc in ne na agresivno pridobivanje bogastva in ozemlja s podjarmljanjem "tujih" ljudstev, kar je bilo značilno za zgodnji imperij. Hadrijanov premik v politiki je bil del trenda upočasnjevanja širitve cesarstva, ki se po njem ni končala (največji obseg cesarstva je bil dosežen šele med dinastijo Severov), temveč je bil pomemben korak v to smer glede na njegovo preraztegnjenost. Medtem, ko je cesarstvo kot celota imelo od tega koristi, so vojaški karieristi zamerili izgubo priložnosti.
Zgodovinar iz 4. stoletja Avrelij Viktor je Hadrijanov umik od Trajanovih ozemeljskih pridobitev v Mezopotamiji videl kot ljubosumno omalovaževanje Trajanovih dosežkov (Traiani gloriae invidens). Bolj verjetno je, da ekspanzionistična politika ni bila več vzdržna; cesarstvo je izgubilo dve legiji, legijo XXII Deiotariana in "izgubljeno legijo" IX Hispania, ki sta bili verjetno uničeni v poznem Trajanovem uporu, ki so jo v Britaniji izvedli Briganti. Trajan sam je morda menil, da so njegova ozemlja v Mezopotamiji neubranljiva in jih je opustil kmalu pred smrtjo. Hadrijan je dele Dakije podelil roksolanskim Sarmatom; njihov kralj Rasparagan je prejel rimsko državljanstvo, status klientelnega kralja in morda večjo subvencijo. Hadrijanova prisotnost na dačanski fronti je zgolj ugibanje, vendar je bila Dakija vključena v njegovo serijo kovancev z alegorijami provinc. Nadzorovan delni umik čet z dačanskih ravnic bi bil cenejši kot vzdrževanje več rimskih konjeniških enot in podporne mreže utrdb.
Hadrijan je ohranil nadzor nad Osroeno prek partskega kralja Partamaspata, ki je bil nekoč Trajanov klientelni partski kralj; in okoli leta 123 je Hadrijan s sedaj neodvisno Partijo dosegel mirovno pogodbo (po Historia Augusta, sporno). Pozno v času njegove vladavine (135) so Alani napadli rimsko provinco Kapadokijo s prikrito podporo Farazmana II. Iberskega, kavkaškega kralja Iberije. Napad je odbil Hadrijanov guverner, zgodovinar Arijan, ki je nato v Iberiji namestil rimskega "svetovalca". Arijan je Hadrijana dobro obveščal o zadevah, povezanih s Črnim morjem in Kavkazom. Med letoma 131 in 132 je Hadrijanu na pomorskem potovanju okoli Črnega morja poslal dolgo pismo (Periplus Evksina), ki naj bi ponudilo ustrezne informacije v primeru, da bi bilo potrebno rimsko posredovanje.
Hadrijan je razvil tudi stalne utrdbe in vojaške postojanke vzdolž meja cesarstva (»limites«, sl. [[limes|»limes«]), da bi podprl svojo politiko stabilnosti, miru in pripravljenosti. To je pomagalo, da je bila vojska v času miru koristno zaposlena; njegov zid čez Britanijo so zgradili navadni vojaki. Vrsta večinoma lesenih utrdb, vojaških postojank in stražnih stolpov je okrepila meje ob Donavi in Renu. Čete so izvajale intenzivne, redne rutinske vaje. Čeprav so njegovi kovanci skoraj tako pogosto prikazovali vojaške podobe kot miroljubne, je bila Hadrijanova politika »mir skozi moč«, celo grožnja, z poudarkom na disciplini, ki je bila predmet dveh izdaj rimskih kovancev. Kasij Dion je pohvalil Hadrijanov poudarek na "pljuvanju in poliranju" kot vzrok za na splošno miren značaj njegove vladavine. Fronto pa je nasprotno trdil, da je Hadrijan imel raje vojne igre kot dejansko vojno in da je užival v "zgovornih govorih vojskam" – kot je na primer zapisana serija nagovorov, ki jih je imel med inšpekcijskim obiskom leta 128 v novem sedežu legije III Augusta v Lambaesisu.
Soočen s pomanjkanjem legijskih rekrutov iz Italije in drugih romaniziranih provinc je Hadrijan sistematiziral uporabo cenejše vojaške enotenumere – etnično barbarske, nedržavljanske čete z posebnim orožjem, kot so vzhodni konjeniški lokostrelci, pri nizkointenzivnih, mobilnih obrambnih nalogah, kot je spopadanje z mejnimi infiltratorji in plenilci. Hadrijanu pripisujejo tudi zasluge za uvedbo enot težke konjenice (katafraktov) v rimsko vojsko. Fronto je kasneje Hadrijana krivil za upad standardov v rimski vojski njegovega časa.

## Pravne in socialne reforme
Hadrijan je prek pravnika Salvija Julijana naredil prvi poskus kodifikacije rimskega prava. To je bil "Pretorjev edikt" (Večni edikt), po katerem so pravna dejanja pretorjev postala fiksni statuti in jih kot takih ni mogel več osebno razlagati ali spreminjati noben sodnik razen cesarja. Hkrati je Hadrijan po postopku, ki ga je sprožil cesar Domicijan, cesarjev pravni svetovalni odbor, consilia principis ("svet princepsov"), spremenil v stalni organ, v katerem so bili zaposleni plačani pravni pomočniki. Njegovi člani so bili večinoma iz viteškega razreda in so nadomestili prejšnje osvobojence cesarske družine. Ta inovacija je zaznamovala nadomestitev preživelih republikanskih institucij z odkrito avtokratskim političnim sistemom. Reformirana birokracija naj bi opravljala upravne funkcije neodvisno od tradicionalnih magistratov; objektivno to ni škodovalo položaju senata. Novi javni uslužbenci so bili svobodni možje in kot taki naj bi delovali v imenu interesov "imperija", ne pa cesarja kot posameznika. Vendar se senat ni nikoli sprijaznil z izgubo svojega ugleda, ki jo je povzročil pojav nove aristokracije ob sebi, kar je še bolj obremenilo že tako težaven odnos med senatom in cesarjem.
Hadrijan je kodificiral običajne pravne privilegije najbogatejših, najvplivnejših državljanov z najvišjim statusom (opisanih kot splendidiores personae ali honestiores), ki so imeli tradicionalno pravico do plačila glob, če so bili spoznani za krive relativno manjših, nedržavnih kaznivih dejanj. Nizko rangirane osebe – alii ("drugi"), vključno z nizko rangiranimi državljani – so bile humiliores, ki so bile za ista kazniva dejanja lahko podvržene ekstremnim fizičnim kaznim, vključno s prisilnim delom v rudnikih ali pri javnih delih, kot oblika suženjstva za določen čas. Čeprav je republikansko državljanstvo pomenilo vsaj navidezno enakost pred zakonom in pravico do sodnega varstva, so bila kazniva dejanja na cesarskih sodiščih presojana in kaznovana glede na relativni ugled, rang, ugled in moralno vrednost obeh strani; senatska sodišča so bila običajno prizanesljiva pri sojenju enemu od svojih vrstnikov in zelo strogo obravnavala kazniva dejanja, ki so jih proti enemu od svojih sovrstnikov storili državljani nižjega ranga ali tujci. Za izdajo (maiestas) je bila obglavitev najhujša kazen, ki jo je zakon lahko naložil honestiores; humiliores so lahko utrpeli križanje, sežig ali so bili vrženi zverem v areni.
Veliko rimskih državljanov je ohranjalo negotovo družbeno in gospodarsko prednost na spodnjem koncu hierarhije. Hadrijan je menil, da je treba pojasniti, da so dekurijoni, običajno izvoljeni lokalni uradniki srednjega razreda, odgovorni za vodenje običajnih, vsakodnevnih uradnih poslov provinc, veljali za »honestiores«; enako velja za vojake, veterane in njihove družine, kar zadeva civilno pravo; posledično so skoraj vsi državljani pod temi rangi – velika večina prebivalstva cesarstva – veljali za »humiliores«, z nizkim državljanskim statusom, visokimi davčnimi obveznostmi in omejenimi pravicami. Zdi se, da je Hadrijan, tako kot večina Rimljanov, suženjstvo sprejemal kot moralno pravilno, izraz istega naravnega reda, ki je »najboljše može« nagrajeval z bogastvom, močjo in spoštovanjem. Ko se je soočil z množico, ki je zahtevala osvoboditev priljubljenega voznika sužnja, je Hadrijan odgovoril, da ne more osvoboditi sužnja, ki pripada drugi osebi. Vendar je omejil kazni, ki so jih lahko utrpeli sužnji; zakonito so jih lahko mučili, da bi predložili dokaze, vendar jih niso mogli zakonito ubiti, razen če so bili krivi kaznivega dejanja, za katerega je bila izrečena smrtna kazen. Gospodarjem je bilo prepovedano prodajati sužnje trenerjem gladiatorjev (lanista) ali zvodnikom, razen kot za pravno utemeljeno kazen. Hadrijan je prepovedal tudi mučenje svobodnih obtožencev in prič. Odpravil je "ergastule", zasebne zapore za sužnje, v katerih so včasih nezakonito pridrževali ugrabljene svobodne moške.
Hadrijan je izdal splošni reskript, s katerim je prepovedal kastracijo, ki se je izvajala na osvobojenih ljudeh ali sužnjih, prostovoljno ali ne, pod kaznijo smrti tako za izvajalca kot za pacienta. V skladu z Lex Cornelia de sicariis et veneficis je bila kastracija postavljena na raven zarote za umor in temu primerno kaznovana. Kljub svojemu filhelenizmu je bil Hadrijan tudi tradicionalist. Med honestiores je uveljavljal standarde oblačenja; od senatorjev in vitezov se je pričakovalo, da bodo v javnosti nosili togo. V gledališčih in javnih kopališčih je uvedel strogo ločitev med spoloma; da bi odvračal od brezdelja, slednja niso smela biti odprta pred 14. uro, "razen iz zdravstvenih razlogov."

## Verske dejavnosti
Ena od Hadrijanovih neposrednih dolžnosti ob nastopu na prestol je bila pridobiti senatorsko soglasje za pobožanjenje njegovega predhodnika Trajana in vseh članov Trajanove družine, do katerih je bil dolžan hvaležnost. Matidia Augusta, Hadrijanova tašča, je umrla decembra 119 in je bila ustrezno pobožanstvena. Hadrijan se je morda ustavil v Nemausus med vrnitvijo iz Britanije, da bi nadzoroval dokončanje ali ustanovitev bazilike, posvečene svoji zavetnici Plotini. Pred kratkim je umrla v Rimu in je bila na Hadrijanovo zahtevo pobožanstvena.
Kot cesar je bil Hadrijan tudi rimski pontifex maximus, odgovoren za vse verske zadeve in pravilno delovanje uradnih verskih institucij po vsem cesarstvu. Njegovo hispansko-rimsko poreklo in izrazit prohelenizem sta preusmerila fokus uradnega cesarskega kulta iz Rima v province. Medtem ko so ga njegovi standardni kovanci identificirali s tradicionalnim genius populi Romani, so drugi kovanci poudarjali njegovo osebno identifikacijo s Herkulom Gaditanusom (Herkul iz Cádiza) in rimsko imperialno zaščito grške civilizacije. V grški Pizidiji je promoviral Sagalassos kot vodilno imperialno kultno središče cesarstva; njegov izključno grški Panhellenion je Atene opeval kot duhovno središče grške kulture.
Hadrijan je obstoječemu seznamu dodal več cesarskih kultnih središč, zlasti v Grčiji, kjer so bila običajna tradicionalna medmestna rivalstva. Mesta, ki so se promovirala kot cesarska kultna središča, so pritegnila cesarsko sponzorstvo festivalov in svetih iger ter privabila turizem, trgovino in zasebne naložbe. Lokalne veljake in sponzorje so spodbujali, naj si prizadevajo za samopromocijo kot kultni uradniki pod okriljem rimske oblasti in spodbujajo spoštovanje do cesarske oblasti. Hadrijanova obnova dolgoletnih verskih središč bi še bolj poudarila njegovo spoštovanje do slave klasične Grčije – nekaj, kar je bilo v skladu s sodobnim okusom za starine. Med Hadrijanovim tretjim in zadnjim potovanjem na grški vzhod se je zdelo, da je prišlo do porasta verskega navdušenja, osredotočenega na samega Hadrijana. V skladu s takratnim verskim sinkretizmom (spajanje različnih, tudi nasprotnih verovanj) so mu izkazovali osebni kult kot božanstvu, spomenike in državljansko spoštovanje. Morda je dal obnoviti veliki Serapeum v Aleksandriji po škodi, ki jo je utrpel leta 116 med drugim judovskim uporom.
Leta 136, le dve leti pred svojo smrtjo, je Hadrijan posvetil svoj tempelj Venere in Rome. Zgrajen je bil na zemljišču, ki ga je leta 121 namenil za ta namen, prej na mestu Neronove Zlate hiše. Tempelj je bil največji v Rimu in zgrajen v helenističnem slogu, bolj grškem kot rimskem. Njegova posvetitev in kiparstvo sta povezovala cultus (kult) tradicionalne rimske boginje Venera, božanske prednice in zaščitnice rimskega ljudstva, s kultom boginje Rome – ki je bila sama grški izum, doslej časčena le v provincah – da bi poudarili univerzalno naravo cesarstva.

### Kristjani
Hadrijan je nadaljeval Trajanovo politiko do kristjanov; ne bi jih smeli iskati brez prijave in bi jih smeli preganjati le za določena kazniva dejanja, kot je zavrnitev prisege. V reskriptu naslovljenem na prokonzula province Azije Gaja Minicija Fundana, ki ga je ohranil Justin Mučenik, je Hadrijan določil, da morajo tožniki kristjanov nositi dokazno breme za svoje obtožbe ali pa biti kaznovan zaradi obremenitve (obrekovanja).

## Osebni in kulturni interesi
Hadrijan je imel trajno in navdušeno zanimanje za umetnost, arhitekturo in javna dela. V okviru svojega programa obnove cesarstva je ustanovil, ponovno ustanovil ali obnovil številna mesta po vsem cesarstvu ter jim zagotovil templje, stadione in druge javne zgradbe. Primeri v rimski provinci Trakija vključujejo monumentalne razvojne projekte "stadiona" in odeona v Filipopolisu (današnji Plovdiv), glavnem mestu province, ter njegovo obnovo in širitev mesta Orestias, ki ga je preimenoval v Hadrianopolis (današnji Edirne). Več drugih mest – vključno z rimsko Kartagino – je bilo poimenovanih ali preimenovanih v Hadrianopolis. Rimski Panteon (tempelj "vsem bogovom"), ki ga je prvotno zgradil Agrippa in ga je leta 80 uničil požar, je bil delno obnovljen pod Trajanom in dokončan pod Hadrijanom v svoji znani obliki kupole. Hadrijanova vila v Tiburju (Tivoli, Italija) ponuja največji rimski ekvivalent aleksandrijskega vrta, skupaj s kupolastim Serapeumom, ki poustvarja sveto pokrajino.
Anekdota iz zgodovine Kasija Diona kaže, da je imel Hadrijan visoko mnenje o svojem arhitekturnem okusu in talentu ter je njihovo zavrnitev jemal kot osebno užalitev: nekoč pred svojo vladavino je njegov predhodnik Trajan razpravljal o arhitekturnem problemu z Apolodorjem iz Damaska – arhitektom in oblikovalcem Trajanovega foruma, Trajanovega stebra, ki je obeleževal njegovo dačansko osvojitev in njegov most čez Donavo – ko ga je Hadrijan prekinil, da bi mu ponudil svoj nasvet. Apolodor mu je ostro odgovoril: »Pojdi stran in nariši svoje buče [sarkastična omemba kupol, ki jih je Hadrijan očitno rad risal]. Ti teh zadev ne razumeš.« Dion trdi, da je Hadrijan, ko je postal cesar, Apolodorju pokazal risbe velikanskega templja Venere in Rome, kar je namigovalo, da bi lahko velike zgradbe nastale brez njegove pomoči. Ko je Apolodor opozoril na različne nerešljive težave in napake stavbe, se je Hadrijan razjezil, ga poslal v izgnanstvo in ga kasneje usmrtil na podlagi izmišljenih obtožb.
Hadrijan je bil že od malih nog strasten lovec. V severozahodni Aziji je ustanovil in posvetil mesto v spomin na medvedko, ki jo je ubil. V Egiptu sta s svojim ljubljenim Antinojem ubila leva. V Rimu osem reliefov, ki prikazujejo Hadrijana v različnih fazah lova krasi stavbo, ki je bila sprva spomenik, ki slavi ulov.
Hadrijanov filhelenizem je bil morda eden od razlogov, da je, tako kot Neron pred njim, sprejel brado kot primerno rimskemu cesarskemu dostojanstvu; Dion iz Prusa je rast brade enačil s helenskim etosom. Hadrijanova brada je morda služila tudi za prikrivanje njegovih naravnih obraznih napak. Pred Hadrijanom so bili vsi cesarji razen Nerona (ki je občasno nosil zalizce) gladko obriti, po modi, ki jo je med Rimljane uvedel Publij Kornelij Scipion Afričan (236–183 pr. n. št.). Po Hadrijanu do vladavine Konstantina Velikega (vladal 306–337) so bili vsi odrasli cesarji bradati. Nošenje brade kot cesarski modni običaj je pozneje oživil Fokas (vladal 602–610) na začetku 7. stoletja in ta modni običaj je trajal do konca Bizantinskega cesarstva.
Hadrijan je poznal rivalska filozofa Epikteta in Favorina ter njuna dela in se je zanimal za rimsko filozofijo. Med svojim prvim bivanjem v Grčiji, preden je postal cesar, se je v Nikopolisu udeležil predavanj Epikteta. Malo pred Plotinino smrtjo je Hadrijan izpolnil njeno željo, da bi bilo vodstvo Epikurejske šole v Atenah odprto za nerimskega kandidata.
Med Hadrijanovim mandatom plebejskega tribuna naj bi znamenja in čudeži napovedovali njegov prihodnji cesarski status. Glede na Historia Augusta se je Hadrijan zelo zanimal za astrologijo in vedeževanje, o svojem prihodnjem prihodu na prestol pa mu je povedal prastric, ki je bil sam spreten astrolog.
Hadrijan je pisal poezijo tako v latinščini kot v grščini; eden redkih ohranjenih primerov je latinska pesem, ki jo je domnevno napisal na smrtni postelji (glej spodaj). Nekatera njegova grška dela so se znašla v Palatinski antologiji. Napisal je tudi avtobiografijo, za katero Historia Augusta pravi, da je bila objavljena pod imenom Hadrijanovega osvobojenca Flegona iz Tralesa. Delo ni bilo velike dolžine ali razodetja, temveč je bilo zasnovano tako, da bi ovrglo različne govorice ali pojasnilo Hadrijanova najbolj kontroverzna dejanja. Možno je, da je imela ta avtobiografija obliko serije odprtih pisem Antonin Piju.

### Hadrijanova pesem
Glede na Historia Augusta je Hadrian skomponiral naslednjo pesem malo pred svojo smrtjo:
Animula vagula blandula
Hospes comesque corporis
Quae nunc abibis in loca
Pallidula, rigida, nudula,
Nec, ut soles, dabis iocos ...
P. Aelius Hadrianus Imp.
Potujoča prijazna duša,
Spremljevalec telesa in gost,
Ki bo zdaj odšla v kraje
Brezbarvna, neomajna in gola
Tvojih običajnih motenj ne bo več tam ...
Pesem je uživala izjemno priljubljenost,  vendar neenakomerno kritiško priznanje. Po mnenju Aeliusa Spartiana, domnevnega avtorja Hadrijanove biografije v Historia Augusta, je Hadrijan "napisal tudi podobne pesmi v grščini, ne dosti boljše" "kot ta". Pesem T. S. Eliota "Animula" je morda navdihnila Hadrijanova pesem, čeprav povezava ni nedvoumna.

### Primarni viri
- Cassius Dio or Dio Cassius Roman History. Greek Text and Translation by Earnest Cary at internet archive
- Scriptores Historiae Augustae, Augustan History. Latin Text Translated by David Magie
- Aurelius Victor, Caesares, XIV. Latin »Caesares: text – IntraText CT«. Intratext.com. 4. maj 2007. Pridobljeno 13. marca 2010.
- Anon, Excerpta of Aurelius Victor: Epitome de Caesaribus, XIII. Latin »Epitome De Caesaribus: text – IntraText CT«. Intratext.com. 4. maj 2007. Pridobljeno 13. marca 2010.

Inscriptions:
- Eusebius of Caesarea, Church History (Book IV), »Church History«. New Advent. Pridobljeno 13. marca 2010.
- Smallwood, E.M, Documents Illustrating the Principates of Nerva Trajan and Hadrian, Cambridge, 1966.

### Sekundarni viri
- Bârcă, Vitalie (2013). Nomads of the Steppes on the Danube Frontier of the Roman Empire in the 1st Century CE. Historical Sketch and Chronological Remarks. Dacia. OCLC 1023761641.
- Barnes, T. D. (1967). »Hadrian and Lucius Verus«. Journal of Roman Studies. 57 (1/2): 65–79. doi:10.2307/299345. JSTOR 299345. S2CID 162678629.
- Birley, Anthony R. (1997). Hadrian. The restless emperor. London: Routledge. ISBN 978-0-415-16544-0.
- Boatwright, Mary Taliaferro (1987). Hadrian and the city of Rome. Princeton, N.J.: Princeton University Press. ISBN 978-0691002187.
- Boatwright, Mary Taliaferro. (2002). Hadrian and the Cities of the Roman Empire. Princeton: Princeton University Press. ISBN 978-0-691-04889-5.
- Canto, Alicia M. (2004). »Itálica, patria y ciudad natal de Adriano (31 textos históricos y argumentos contra Vita Hadr. 1, 3«. Athenaeum. 92 (2): 367–408. Arhivirano iz prvotnega spletišča dne 15. oktobra 2007.
- Everitt, Anthony (2009). Hadrian and the Triumph of Rome. New York: Random House. ISBN 978-1-4000-6662-9.
- Dobson, Brian (2000). Hadrian's Wall. London: Penguin.
- Gibbon, Edward, The Decline and Fall of the Roman Empire, vol. I, 1776. The Online Library of Liberty »Online Library of Liberty – The History of the Decline and Fall of the Roman Empire, vol. 1«. Oll.libertyfund.org. Arhivirano iz prvotnega spletišča dne 7. avgusta 2010. Pridobljeno 13. marca 2010.
- Giurescu, Dinu C.; Fischer-Galaţi, Stephen A. (1998). Romania: a Historic Perspective. East European Monographs. OCLC 39317152.
- Lambert, Royston (1997). Beloved and God: the story of Hadrian and Antinous. London: Phoenix Giants. ISBN 978-1-85799-944-0.
- Mócsy, András (2014). Pannonia and Upper Moesia (Routledge Revivals): A History of the Middle Danube Provinces of the Roman Empire. Routledge. ISBN 978-1-317-75425-1.
- Morwood, James (2013). Hadrian. London; New York: Bloomsbury Academic. ISBN 978-1849668866.
- Opper, Thorsten (2008). Hadrian: Empire and Conflict. Cambridge, Mass.: Harvard University Press. ISBN 978-0674030954.
- Speller, Elizabeth (2003). Following Hadrian: a second-century journey through the Roman Empire. London: Review. ISBN 978-0-7472-6662-4.
- Syme, Ronald (1997) [1958]. Tacitus. Oxford: Oxford University Press. ISBN 978-0-19-814327-7.
- Syme, Ronald (1964). »Hadrian and Italica«. Journal of Roman Studies. LIV (1–2): 142–49. doi:10.2307/298660. JSTOR 298660. S2CID 162241585.
- Syme, Ronald (1988). »Journeys of Hadrian« (PDF). Zeitschrift für Papyrologie und Epigraphik. 73: 159–170. Pridobljeno 12. decembra 2006. Reprinted in Syme, Ronald (1991). Roman Papers VI. Oxford: Clarendon Press. str. 346–57. ISBN 978-0-19-814494-6.